# Тейльс, Наталья Андреевна
Наталья Андреевна Тейльс (или Наталья де Тейльс; 1789  —  ?)  — русская писательница и переводчица

.

## Биография
Наталья Тейльс родилась в 1789 году; из дворян; дочь статского советника, московского губернского прокурора Андрея Антоновича Тейльса и Екатерины Михайловны Страховой (по другим сведениям, родилась в 1793 году и воспитывалась в Московском Екатерининском институте благородных девиц в то время, когда им управляла Е. В. Перре, то есть с 1807 по 1814 год). 
Наиболее известное сочинение Тельс было написано в 1810 году, в Москве, ещё в студенческие годы, и, по словам  В. Л. Модзалевского, «представляет собою ряд незрелых и неопытных стихотворений, статей в прозе и переводов», носит название: «Подарок нежному родителю в Новый год; или Сочинения и Переводы Натальи Тейльс» (Москва 1810).